# Holonothrus robustus
Holonothrus robustus är en kvalsterart som beskrevs av Ziemowit Olszanowski 1991. Holonothrus robustus ingår i släktet Holonothrus och familjen Crotoniidae. Inga underarter finns listade i Catalogue of Life.